# 東京都建設局

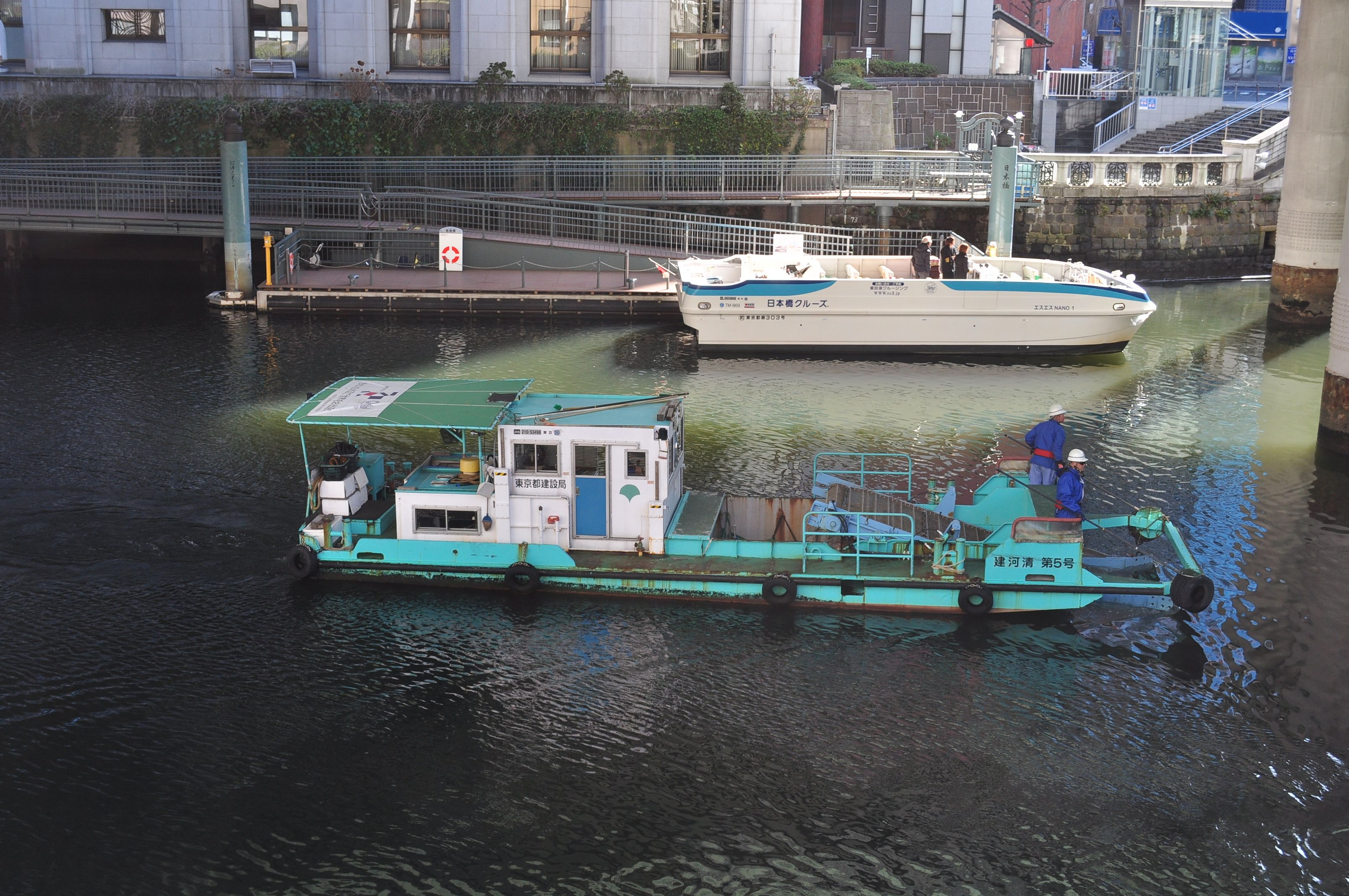
日本橋川を清掃する「建河清号」（日本橋 2018年2月6日撮影）

東京都建設局（とうきょうとけんせつきょく、英称：Tokyo Metropolitan Government Bureau of Construction）は、東京都組織条例に基づいて東京都に置かれる局の一つで、知事部局である。
なお、現在、都市整備局にある市街地整備部は、2004年3月まで建設局に属していた。

## 概要
分掌事務は、道路、河川及び公園緑地に関する事、および土木に関する事である。都内の道路・河川・公園等の整備・管理を行っている。関東大震災や太平洋戦争からの復興に重要な役割を担ってきた局である。戦後すぐに自動車の普及を見越して放射状・環状の道路を骨格とした道路網を計画し整備中であり、完成は2024年現在まだ先となっている。東京都道311号環状八号線は2006年の60年を掛けて全線開通とし、近年最大のプロジェクトは首都高速道路中央環状品川線。
また、ヒートアイランド現象が顕著となり、ゲリラ的な集中豪雨と短時間での河川の増水による氾濫といった、都市型の水害が近年増加していることから、速やかに雨水を逃がすべく、東京都道318号環状七号線下に地下河川の整備を行っている。
2004年度からは、道路アセットマネジメントにも積極的に取り組んでいる。アセットマネジメントとは最適な投資により最大の利益を得る手法である。つまり道路を資産とみなし、各種道路施設の更新時期を迎える前に構造物の状態を把握し、計画的に予防的な補修を行うことで、更新時期を過ぎた場合と比較して事業費を抑えられ、かつ道路施設の寿命を延ばす（利益を最大化する）ことのできる仕組みである。都は高度成長期に整備した道路施設が数多くその更新時期が迫っているが、道路アセットマネジメントでは、投資を更新時期に集中させることなく平準化を図ることが可能となり、財政的な負担も軽減できる。
このように刻々と変化していく状況を踏まえ、建設局関連事業長期計画をたてている。

## 組織

### 本庁
- 局長
  - 次長
  - 道路監
    - 総務部
      - 総務課、企画課、計理課、技術管理課、職員課、用度課

    - 用地部
      - 管理課、用地課、調整課

    - 道路管理部
      - 管理課、路政課、監察指導課、保全課、安全施設課

    - 道路建設部
      - 管理課、計画課、鉄道関連事業課、街路課、道路橋梁課

    - 三環状道路整備推進部
      - 管理課、整備推進課

    - 公園緑地部
      - 管理課、計画課、公園課、公園建設課

    - 河川部
      - 管理課、指導調整課、計画課、改修課、防災課

### 事業所
- 土木技術支援・人材育成センター
- 第一建設事務所
- 第二建設事務所
- 第三建設事務所
- 第四建設事務所
- 第五建設事務所
- 第六建設事務所
- 西多摩建設事務所
  - 奥多摩出張所
- 南多摩東部建設事務所
- 南多摩西部建設事務所
- 北多摩南部建設事務所
  - 石神井川、野川、入間川、多摩川関戸橋など
- 北多摩北部建設事務所
- 東部公園緑地事務所
  - 上野恩賜公園、日比谷公園など
- 西部公園緑地事務所
  - 井の頭恩賜公園など
- 江東治水事務所

## 政策連携団体
- 公益財団法人東京動物園協会[2]
- 公益財団法人東京都公園協会[2]
- 公益財団法人東京都道路整備保全公社[2]

## マスコットキャラクター
- けんちゃん・せっちゃん

## トピック

### 多摩動物公園内に設置した木製ベンチ
建設局は、2017年〜2019年に施行された多摩動物公園ライオンバス発着所整備工事にて、らせん階段の踊り場に木製ベンチを7基設置したが、階段の手すりの利用が妨げられる恐れがあると撤去した。

### 大災害対策の防災船建造
大災害に備え「防災船」を建造する事となった。被害把握に活用するもので2025年度完成予定。

## 出身者
- 加藤芳郎（退職後漫画家に転身）